# 스킵잭급 잠수함
스킵잭급 잠수함은 미국의 60년대 SSN(공격원잠)이다.

## 역사
1956년부터 1961년까지 6척을 건조했다. 소련이 멸망하기 직전인 1990년에 퇴역했다.
수상배수량 3124톤, 수중배수량 3600톤, 열출력 70MWt 가압경수로인 웨스팅하우스 S5W 원자로 1개를 탑재, 수중 최고속도 33노트(61 km/h)의 고속형으로, 외양을 물방울형으로 디자인했다. 21인치 어뢰 24발을 탑재했다.
1959년 건조 중이던 스킵잭(Skipjack)급 공격용 원자력 추진 잠수함(SSN)을 개조해, 세계 최초의 SSBN(전략원잠) USS 조지 워싱턴 (SSBN-598)을 취역시켰다.
1985년 8월 17일 무인심해잠수정 아르고가 17년 전 대서양에서 실종된 스킵잭급 핵잠수함인 USS 스콜피언 (SSN-589)을 발견해 생생한 컬러사진까지 찍었다. 아르고는 9월 초에 타이타닉호를 해저촬영하는데 성공했다.
눈물방울형 선형을 채용한 스킵잭급 잠수함은 재래식 고속형 잠수함 선형을 사용해, 잠항시 장시간이 소요되고 수중기동에 제한을 많이 받았다.

## 대한민국
1966년 8월 19일 미국 해군 제7함대 소속 핵잠수함 USS 스누크 (SSN-592)호가 진해 군항을 방문했다. 럭비공처럼 생겼으며, 무게 2840톤, 길이 77m, 폭 9m, 백명의 승무원을 태우고 다닌다. 시속 50노트로 지구를 두바퀴 반을 돌 수 있다. 함장 와킨스 중령은 작년에 8개월 동안 잠수해 있었다고 자랑했다. 19일 박정희 대통령은 진해의 스누크호를 방문해 승무원들을 격려하고, 특별기편으로 서울로 돌아왔다.
한국은 1996년 김영삼 대통령의 특명으로 3천톤급 SSN(공격원잠)인 KSS-III 건조를 추진해 왔는데, 미국의 SSN(공격원잠) 중에서 가장 비슷한 수중배수량과 원자로 열출력을 가진 것이 스킵잭급이다.